# Филип I фон Хайнсберг
Филип фон Хайнсберг (на немски: Philipp von Heinsberg; * 1130; † 13 август 1191 при Неапол) е като Филип I от 1167 до 1191 г. архиепископ на Кьолн, ерцканцлер на Германия и Италия, и от 1180 г. херцог на Вестфалия и Енгерн.

## Живот
Той е вторият син на Госвин II († 1167), господар на Хайнсберг и Фалкенбург, и съпругата му Аделхайд фон Зомершенбург († пр. 1180), дъщеря на саксонския пфалцграф Фридрих I фон Зомершенбург и Аделхайд фон Лауфен.
Филип учи в църковното училище в Кьолн и Реймс. През 1156 г. е катедрален декан в Кьолн, от 1165 г. също пропст и архидякон в Лиеж. През лятото на 1167 г. ръководи имперската канцелария и става архиепископ на Кьолн.
Филип I фон Хайнсберг е един от най-важните княжески придружители на императора. Взема участие в няколко похода в Италия. На 13 април 1180 г. той получава Херцогство Вестфалия от Фридрих I Барбароса.
Филип умира от чума или от малария през лятото 1191 г. при обсадата на Неапол от императорската войска. Погребан е на 26 септември 1191 г. в старата катедрала в Кьолн.